# Albert Murray
Albert Lee Murray (12. května 1916 Nokomis, Alabama – 18. srpna 2013 New York City, New York) byl americký spisovatel. Vyrůstal u adoptivních rodičů. Od roku 1943 až do konce války působil v americkém letectvu. Je spoluautorem autobiografie Count Basieho z roku 1985. Dále je také spoluautorem další autobiografie, tentokrát bubeníka Jo Jonese.
Česky vyšla v antologii Masky a tváře černé Ameriky (Odeon 1985) jeho novela Železniční blues v překladu Olgy Špilarové.